# Anemia di Diamond-Blackfan
L'anemia di Diamond-Blackfan (DBA), nota anche come anemia di Blackfan-Diamond o eritroblastopenia ereditaria (un sottotipo di aplasia eritroide pura), è una aplasia eritroide congenita, di solito presente sin dall'infanzia. I pazienti affetti da questo raro disordine hanno una bassa conta dei globuli rossi (anemia) ma il resto delle loro cellule del sangue (piastrine e globuli bianchi) sono normali. Questo è in contrasto con la sindrome di Shwachman-Bodian-Diamond, in cui un difetto del midollo osseo si traduce principalmente in neutropenia, e con l'anemia di Fanconi, in cui tutte le linee cellulari sono influenzate e conseguentemente si ha pancitopenia.

## Presentazione clinica
L'anemia di Diamond-Blackfan è caratterizzata dalla ridotta conta degli eritroblasti nel midollo osseo. Questo di solito già avviene durante il periodo neonatale. Circa il 47% degli individui affetti presenta anche una varietà di anomalie congenite, incluse malformazioni cranio-facciali, anomalie degli arti superiori o del pollice, difetti cardiaci, malformazioni urogenitali e palatoschisi. Talvolta si osservano basso peso alla nascita e ritardo di crescita generalizzato. I pazienti affetti da tale malattia hanno un modesto rischio di sviluppare leucemie e altri tumori maligni.

## Diagnosi
Per la diagnosi di anemia di Diamond-Blackfan si utilizzano:
- Emocromo citometrico
- Aspirato midollare e biopsia osteomidollare

La diagnosi è posta in presenza di anemia, bassa conta reticolocitaria (globuli rossi immaturi) e ridotta quota di precursori eritroidi nel midollo osseo.
Altre caratteristiche a sostegno della diagnosi sono la macrocitosi, elevate quantità di emoglobina fetale e dell'enzima adenosina deaminasi nei globuli rossi e la presenza di anomalie congenite.
La maggior parte dei pazienti sono diagnosticati nei primi due anni di vita. Tuttavia, alcuni casi di malattia lieve ricevono attenzione solo dopo l'identificazione di un familiare gravemente affetto.
Circa il 20–25% dei pazienti possono essere identificati con un test genetico per la ricerca di mutazioni nel gene RPS19.

## Biologia molecolare
Il fenotipo dei pazienti suggerisce un difetto delle cellule staminali ematologiche che colpisca specificamente la popolazione eritroide. La proteina RPS19 è coinvolta nella produzione di ribosomi, perciò la perdita della sua funzione influenzerebbe la traduzione e la biosintesi delle proteine a livello generale. Le caratteristiche e la specificità della malattia possono essere correlate alla natura delle mutazioni di RPS19. La malattia è caratterizzata da ereditarietà dominante, dunque è causata da una parziale perdita di funzione della proteina RPS19. È possibile che i precursori eritroidi siano particolarmente sensibili a questa riduzione di funzionalità, mentre i tessuti rimanenti ne rimangano sostanzialmente indenni.